# Олександру Кужба
Олександру Кужба (молд. Alexandru Cujba;) — молдавський дипломат. Постійний представник Молдови при ООН (2008—2012).

## Біографія
У 1993 році закінчив Технічний університет Молдови, інженер-електронік.
У 1994—1996 рр. — Керівник обласної команди Price Waterhouse LLP, Молдова
У 1996—2002 рр. — другий, перший секретар, директор, Міністерство закордонних справ Республіки Молдова
У 2002—2005 рр. — Заступник постійного представника Постійного представництва Республіки Молдова при ООН
У 2005—2007 рр. — Директор Департаменту двостороннього співробітництва Міністерства закордонних справ та європейської інтеграції Республіки Молдова
У 2008—2012 рр. — Посол, постійний представник Республіки Молдова при ООН.
У 2013—2015 рр. — Генеральний директор Міжнародної організації співробітництва Південь-Південь (IOSSC), Нью-Йорк.
У 2013—2015 рр. — Генеральний секретар Керівного комітету зі сталого розвитку Південь-Південь (SS-SCSD), Нью-Йорк.
З 2016 року — бізнес консультант
З 2019 року — Засновник та Голова Blockchain Alliance International